# Степова пожежа

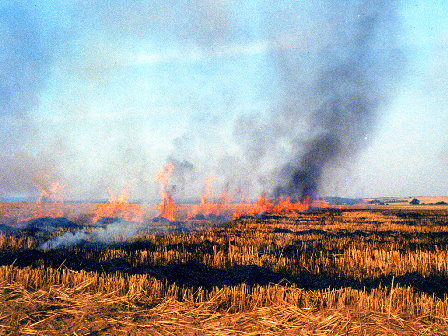
Осіння степова пожежа

Степова пожежа — стихійне, неконтрольоване розповсюдження вогню по рослинному покрові степів. За механізмом розповсюдження вогню схожа з низовими лісовими пожежами, але швидкість поширення степової пожежі вища, що обумовлене рядом факторів, а саме вищою горючістю сухих степових трав та більшою швидкістю приземного вітру у степу. Завдає шкоди природному середовищу (рослинному покрові і тваринному світу), може становити загрозу для людей та об'єктів економіки, хоча в меншій мірі, ніж лісова пожежа.
У зв'язку із значно меншою потужністю шару горючої маси та принциповою неможливістю переходу пожежі у верхову, а також у зв'язку з високою прохідністю степів для пожежних автомобілів та іншої спецтехніки, гасіння степових пожеж пов'язане з меншими труднощами, ніж гасіння низової лісової пожежі. Найефективнішою мірою попередження розповсюдження степової пожежі є створення мінералізованих смуг. У зв'язку з тим, що при степовій пожежі шар рослинності згорає повністю — можливість повторного загоряння вже вигорілих ділянок повністю виключена.
Степові пожежі сприяють вітровій ерозії степових ґрунтів, а також деградації трав'яного покриву. Вигорілі ділянки швидко заростають бур'янами: полином, ковилою. Основною причиною степових пожеж є антропогенні фактори, у тому числі і випалювання трави. Блискавки та інші природні фактори порівняно рідко стають причиною степових пожеж.
Степові пожежі характерні для весни, коли минулорічна трава висихає після сходу снігу, а також кінця літа й осені. У період інтенсивної вегетації степові пожежі практично не виникають.
Найпотужніші степові пожежі щороку відбуваються в Австралії та в Південній Америці.